# Jean-François Pilâtre de Rozier
Jean-François Pilâtre de Rozier (Metz, 30 de março de 1754 - Wimereux, 15 de junho de 1785), foi um químico francês, professor de física e um dos pioneiros da aerostação. Morreu perto de Wimereux, Pas-de-Calais, durante uma tentativa de atravessar o Canal da Mancha de balão, juntamente com o seu companheiro Pierre Romain, tendo-se tornado as primeiras vítimas de acidentes aéreos, conhecidas.

## Biografia

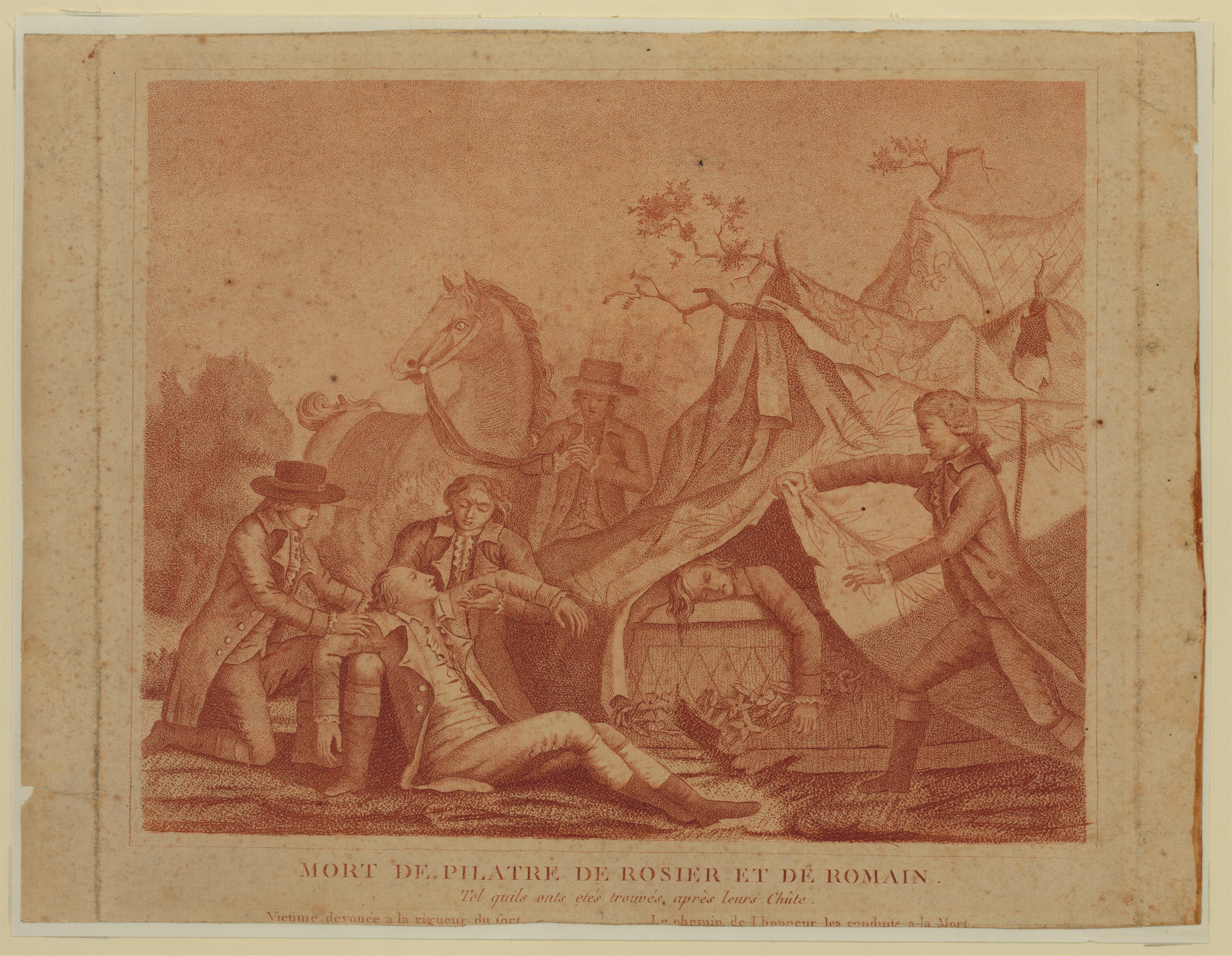
Acidente fatal em Wimereux em 15 de Junho de 1785.

Jean-François Pilâtre de Rozier nasceu em Metz, sendo o quarto filho de Magdeleine Wilmard e Mathurin Pilastre (conhecido como du Rosier). O seu interesse pela química começou no hospital militar de Metz, uma importante cidade-fortaleza, junto da fronteira francesa. Com 18 anos viaja para Paris, onde aprende física e química. Em 1780 parte para Reims, para ensinar aquelas disciplinas na Academia de Reims, e chama a atenção do Conde d'Artois, irmão do rei Luis XVI. De regresso a Paris, fica responsável pelo gabinete de história natural e, por influência do Conde d'Artois, fica ao serviço de sua esposa, o que lhe confere o nome de Pilâtre de Rozier. 
Pilâtre de Rozier abre o seu próprio museu em Paris, no bairro de Marais, em 11 de dezembro de 1781, onde demonstrava os seus conhecimentos em física, aos nobres. Nesta altura, investigava sobre gases e inventou um respirador. 

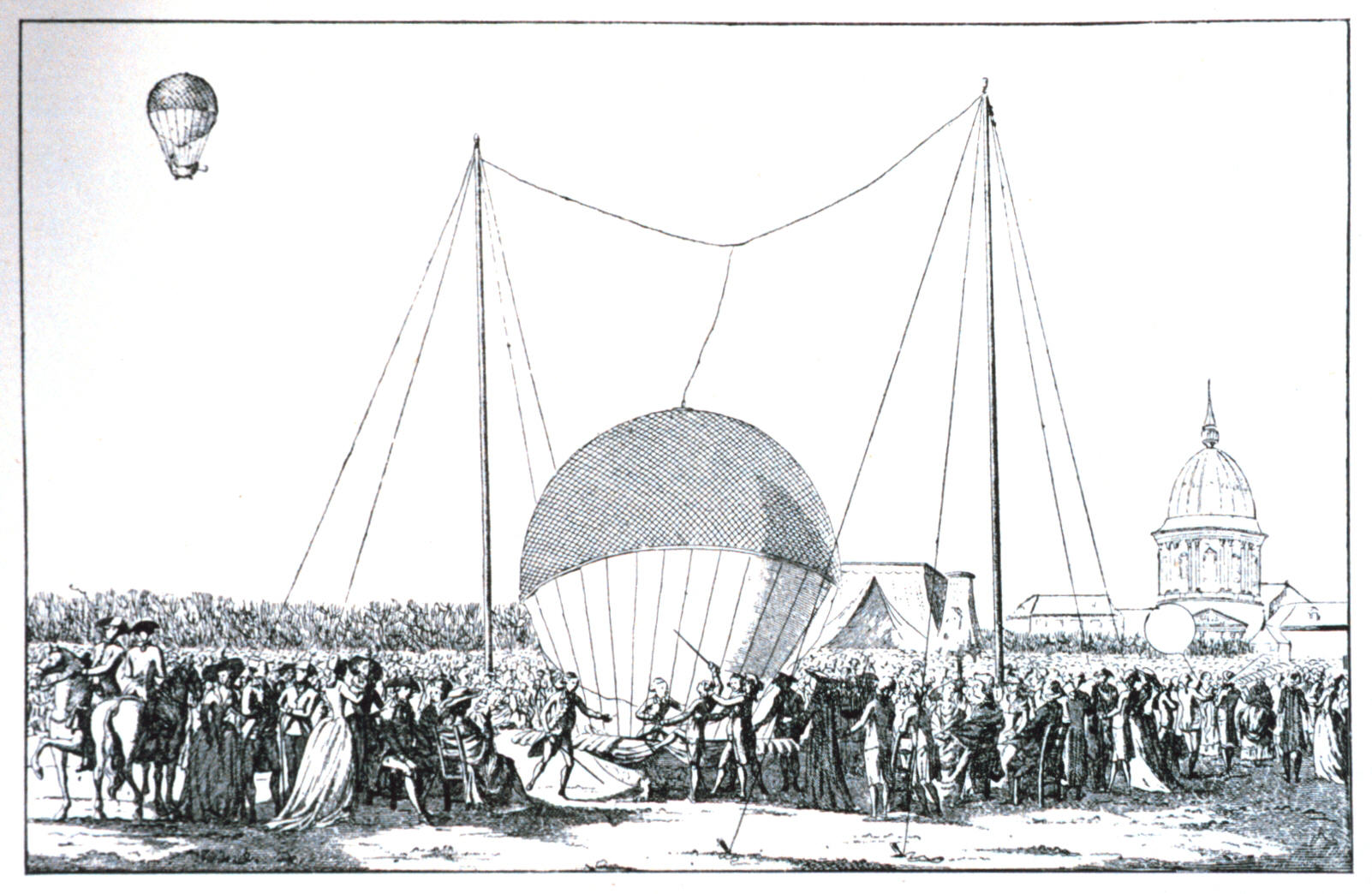
Primeiro voo de balão amarrado em 15 de outubro de 1783, por Rosier.

Em junho de 1783, assiste ao primeiro voo de balão efectuado pelos irmãos Montgolfier. Em 19 de Setembro, presencia ao voo de uma ovelha, um galo e um pato, do terraço do palácio de Versailles. Depois de vários testes em outubro, efectua o primeiro voo de balão, com seres humanos, em que o acompanhava François Laurent d'Arlandes, em 21 de novembro de 1783. Durante 25 minutos, viajaram cerca de 12 km, desde o Castelo de la Muette até Butte-aux-Cailles, passando nos arredores de Paris, a uma altitude de cerca de 1 mil metros.
Juntamente com Joseph Montgolfier, Rosier foi um dos seis passageiros num segundo voo efectuado em 19 de janeiro de 1784, num balão de enormes dimensões, o Flesselles, partindo de Lyon. Quatro nobres também pagaram para ir a bordo, incluindo um príncipe. No entanto, este voo não correria como o esperado: o papel utilizado ficaria molhado devido à húmidas que se fazia sentir; o ar quente, que mantinha o balão no ar, era criado por madeira aquecida com brandy. Embora a dimensão do balão, 23 mil m³, fosse dez vezes maior que o do primeiro voo, este apenas viajou por uma pequena distância. Os espectadores que assistiam, tiveram que se abaixar quando o balão desceu demasiado depressa. Nessa noite, os aeronautas foram recebidos com a ópera de Gluck, Iphigénie en Tauride.
Em 23 de junho de 1784, Rosier realizou novo voo num balão designado por La Marie-Antoinette, em nome da rainha Maria Antonieta, que descolou na presença do rei de França, e do rei Gustavo III, da Suécia. Junto com Joseph Louis Proust, o balão voou para norte, a uma altitude de 1 mil metros, acima das nuvens. Percorreram uma distância de 52 km, em 45 minutos, sendo forçados a descer por causa da turbulência e do ar frio, perto da floresta de Chantilly. Com este voo, registaram um novo recorde para velocidade, altitude e distância.

### Último voo
O plano seguinte de Rosier foi uma tentativa de atravessar o Canal da Mancha, de França para Inglaterra. O balão da categoria Montgolfier, não estaria apto para esta tarefa, pois exigia grandes quantidades de combustível para aquecer o ar, no interior do balão. Assim, Rosier decidiu incluir hidrogénio. O voo foi preparado em 1784, mas a tentativa apenas foi realizada quando um outro francês, Jean-Pierre Blanchard, e um norte-americano John Jeffries, voaram através do canal num balão a hidrogénio, em 7 de janeiro de 1785. 

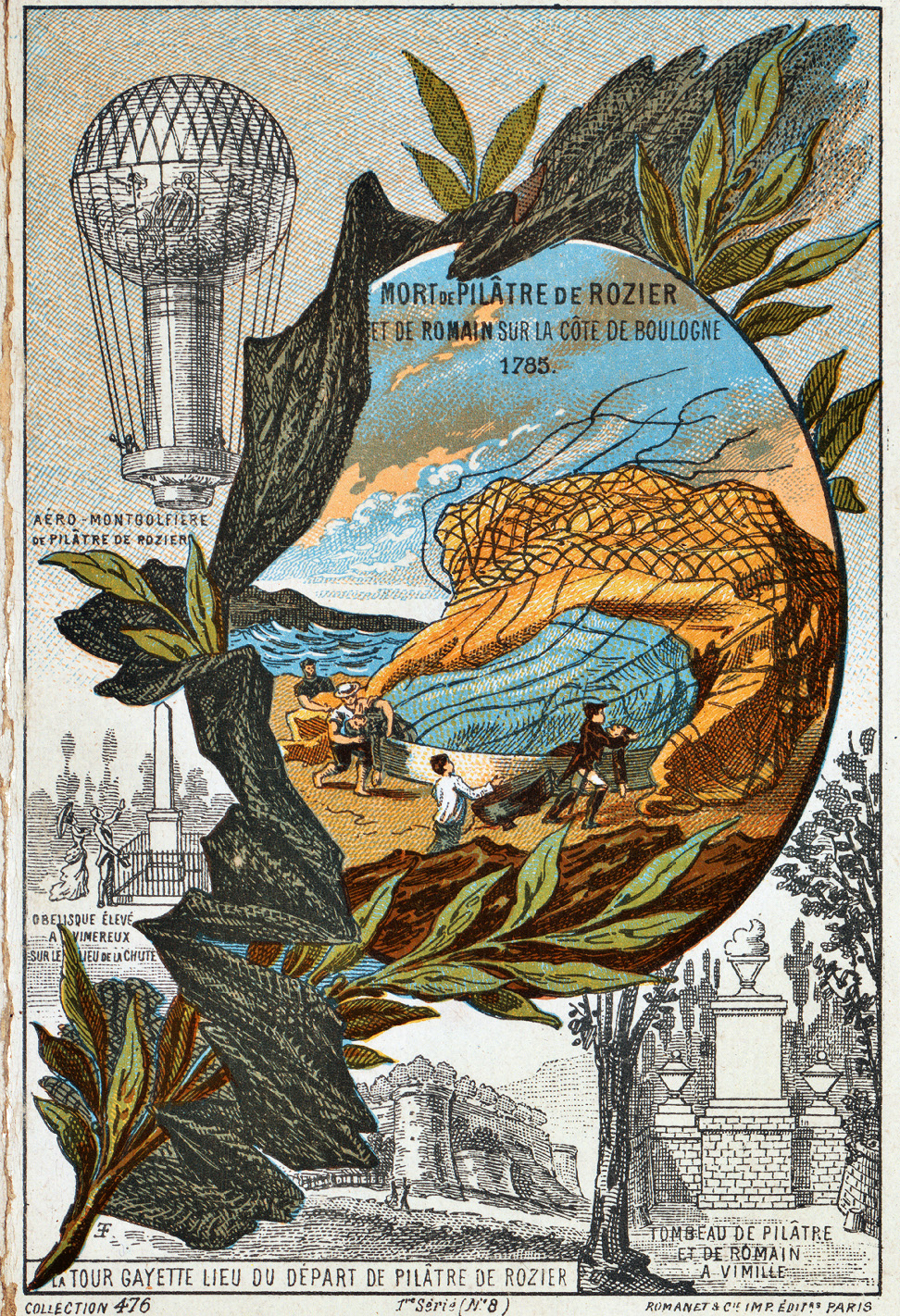
Morte de Rosier e Romain.

Depois de várias tentativas, só em 15 de junho de 1785 é que Rosier, e o seu companheiro, Pierre Romain, descolaram de Boulogne-sur-Mer. O início do voo correu bem mas, ventos contrários empurraram o balão de novo para terra, a mais de 5 km do ponto de partida. Subitamente, o balão perdeu ar e, embora não se tenha incendiado, cai perto de Wimereux, perto de Pas-de-Calais. Ambos os ocupantes morreram. Oito dias depois da tragédia, a noiva de Rosier suicida-se. Uma lápide comemorativa do acidente será mais tarde erigida no local.